# BAFTA de melhor som
O BAFTA de Melhor Som (no original em inglês BAFTA Award for Best Sound) é um dos prêmios atribuídos, desde 1969, ao designer de som da melhor edição de som em cinema pela British Academy of Film and Television Arts na cerimônia anual de premiação da British Academy Film Awards.

## Vencedores e indicados

### 1968–presente
- 2017: Dunkirk – Alex Gibson, Richard King, Gregg Landaker, Gary A. Rizzo e Mark Weingarten
  - Baby Driver – Tim Cavagin, Mary H. Ellis, Dan Morgan, Jeremy Price e Julian Slater
  - Blade Runner 2049 – Ron Bartlett, Theo Green, Doug Hemphill, Mark Mangini e Mac Ruth
  - The Shape of Water – Christian Cooke, Glen Gauthier, Nathan Robitaille, Nelson Ferreira e Brad Zoern
  - Star Wars: The Last Jedi – Ren Klyce, David Parker, Michael Semanick, Stuart Wilson e Matthew Wood
- 2016: Arrival – Claude La Haye, Bernard Gariépy Strobl e Sylvain Bellemare
  - Deepwater Horizon – Mike Prestwood Smith, Dror Mohar, Wylie Stateman e David Wyman
  - Fantastic Beasts and Where to Find Them – Niv Adiri, Glenn Freemantle, Simon Hayes, Andy Nelson e Ian Tapp
  - Hacksaw Ridge – Peter Grace, Robert Mackenzie, Kevin O'Connell e Andy Wright
  - La La Land – Mildred Iatrou Morgan, Ai-Ling Lee, Steve A. Morrow e Andy Nelson
- 2015: The Revenant – Lon Bender, Chris Duesterdiek, Martin Hernández, Frank A. Montaño, Jon Taylor e Randy Thom
  - Bridge of Spies – Drew Kunin, Richard Hymns, Andy Nelson e Gary Rydstrom
  - Mad Max: Fury Road – Scott Hecker, Chris Jenkins, Mark Mangini, Ben Osmo, Gregg Rudloff e David White
  - The Martian – Paul Massey, Mac Ruth, Oliver Tarney e Mark Taylor
  - Star Wars: The Force Awakens – David Acord, Andy Nelson, Christopher Scarabosio, Matthew Wood e Stuart Wilson
- 2014: Whiplash – Thomas Curley, Ben Wilkins e Craig Mann
  - American Sniper – Walt Martin (nomeação póstuma), John T. Reitz, Gregg Rudloff, Alan Robert Murray e Bub Asman
  - Birdman or (The Unexpected Virtue of Ignorance) – Thomas Varga, Martin Hernández, Aaron Glascock, Jon Taylor e Frank A. Montaño
  - The Grand Budapest Hotel – Wayne Lemmer, Christopher Scarabosio e Pawel Wdowczak
  - The Imitation Game – John Midgley, Lee Walpole, Stuart Hilliker, Martin Jensen e Andy Kennedy
- 2013: Gravity – Glenn Freemantle, Skip Lievsay, Christopher Benstead, Niv Adiri e Chris Munro
  - All Is Lost – Richard Hymns, Steve Boeddeker, Brandon Proctor, Micah Bloomberg e Gillian Arthur
  - Captain Phillips – Chris Burdon, Mark Taylor, Mike Prestwood Smith, Chris Munro e Oliver Tarney
  - Inside Llewyn Davis – Peter Kurland, Skip Lievsay, Greg Orloff e Paul Urmson
  - Rush – Danny Hambrook, Martin Steyer, Stefan Korte, Markus Stemler e Frank Kruse
- 2012: Les Misérables – Simon Hayes, Andy Nelson, Mark Paterson, Jonathan Allen, Lee Walpole e John Warhurst
  - Django Unchained – Mark Ulano, Michael Minkler, Tony Lamberti e Wylie Stateman
  - The Hobbit: An Unexpected Journey – Tony Johnson, Christopher Boyes, Michael Hedges, Michael Semanick, Brent Burge e Chris Ward
  - Life of Pi – Drew Kunin, Eugene Gearty, Philip Stockton, Ron Bartlett e Doug Hemphill
  - Skyfall – Stuart Wilson, Scott Millan, Greg P. Russell, Per Hallberg e Karen Baker Landers
- 2011: Hugo – Philip Stockton, Eugene Gearty, Tom Fleischman e John Midgley
  - The Artist – Nadine Muse, Gérard Lamps e Michael Krikorian
  - Harry Potter and the Deathly Hallows – Part 2 – James Mather, Stuart Wilson, Stuart Hilliker, Mike Dowson e Adam Scrivener
  - Tinker Tailor Soldier Spy – John Casali, Howard Bargroff, Doug Cooper, Stephen Griffiths e Andy Shelley
  - War Horse – Stuart Wilson, Gary Rydstrom, Andy Nelson, Tom Johnson e Richard Hymns
- 2010: Inception – Richard King, Lora Hirschberg, Gary Rizzo e Ed Novick
  - 127 Hours – Glenn Freemantle, Ian Tapp, Richard Pryke, Steven C. Laneri e Douglas Cameron
  - Black Swan – Ken Ishii, Craig Henighan e Dominick Tavella
  - The King's Speech – John Midgley, Lee Walpole e Paul Hamblin
  - True Grit – Skip Lievsay, Craig Berkey, Greg Orloff, Peter Kurland e Douglas Axtell
- 2009: The Hurt Locker – Ray Beckett e Paul N. J. Ottosson
  - Avatar – Christopher Boyes, Gary Summers, Andy Nelson, Tony Johnson e Addison Teague
  - District 9 – Brent Burge, Chris Ward, Dave Whitehead, Michael Hedges e Ken Saville
  - Star Trek – Peter J. Devlin, Andy Nelson, Anna Behlmer, Mark Stoeckinger e Ben Burtt
  - Up – Tom Myers, Michael Silvers e Michael Semanick
- 2008: Slumdog Millionaire – Glenn Freemantle, Resul Pookutty, Richard Pryke, Tom Sayers e Ian Tapp
  - Changeling – Walt Martin, Alan Robert Murray, John T. Reitz e Gregg Rudloff
  - The Dark Knight – Lora Hirschberg, Richard King, Ed Novick e Gary Rizzo
  - Quantum of Solace – Jimmy Boyle, Eddy Joseph, Chris Munro, Mike Prestwood Smith e Mark Taylor
  - WALL·E – Ben Burtt, Tom Myers, Michael Semanick e Matthew Wood
- 2007: The Bourne Ultimatum – Kirk Francis, Scott Millan, Dave Parker, Karen Baker Landers e Per Hallberg
  - Atonement – Danny Hambrook, Paul Hamblin, Catherine Hodgson e Becki Ponting
  - La môme (La Vie en Rose) – Laurent Zeilig, Pascal Villard, Jean-Paul Hurier, and Marc Doisne
  - No Country for Old Men – Peter Kurland, Skip Lievsay, Craig Berkey e Greg Orloff
  - There Will Be Blood – Christopher Scarabosio, Matthew Wood, John Pritchett, Michael Semanick e Tom Johnson
- 2006: Casino Royale – Chris Munro, Eddy Joseph, Mike Prestwood Smith, Martin Cantwell, and Mark Taylor
  - Babel – José Antonio Garcia, Jon Taylor, Christian P. Minkler, and Martin Hernández
  - El laberinto del fauno (Pan's Labyrinth) – Martin Hernández, Jaime Baksht, and Miguel Ángel Polo
  - Pirates of the Caribbean: Dead Man's Chest – Christopher Boyes, George Watters II, Paul Massey, and Lee Orloff
  - United 93 – Chris Munro, Mike Prestwood Smith, Doug Cooper, Oliver Tarney, and Eddy Joseph
- 2005: Walk the Line – Paul Massey, Doug Hemphill, Peter Kurland, and Donald Sylvester
  - Batman Begins – David Evans, Stefan Henrix, and Peter Lindsay
  - The Constant Gardener – Joakim Sundström, Stuart Wilson, Mike Prestwood Smith, and Sven Taits
  - Crash – Richard Van Dyke, Sandy Gendler, Adam Jenkins, and Marc Fishman
  - King Kong – Hammond Peek, Christopher Boyes, Mike Hopkins, and Ethan Van der Ryn
- 2004: Ray – Karen Baker Landers, Per Hallberg, Steve Cantamessa, Scott Millan, Greg Orloff, and Bob Beemer
  - The Aviator – Philip Stockton, Eugene Gearty, Petur Hliddal, and Tom Fleischman
  - Collateral – Elliott Koretz, Lee Orloff, Michael Minkler, and Myron Nettinga
  - Shi mian mai fu (House of Flying Daggers) – Jing Tao and Roger Savage
  - Spider-Man 2 – Paul N. J. Ottosson, Kevin O'Connell, Greg P. Russell, and Jeffrey J. Haboush
- 2003: Master and Commander: The Far Side of the World – Richard King, Doug Hemphill, Paul Massey, and Art Rochester
  - Cold Mountain – Eddy Joseph, Ivan Sharrock, Walter Murch, Mike Prestwood Smith, and Matthew Gough
  - Kill Bill (Volume 1) – Michael Minkler, Myron Nettinga, Wylie Stateman, and Mark Ulano
  - The Lord of the Rings: The Return of the King – Ethan Van der Ryn, Mike Hopkins, David Farmer, Christopher Boyes, Michael Hedges, Michael Semanick, and Hammond Peek
  - Pirates of the Caribbean: The Curse of the Black Pearl – Christopher Boyes, George Watters II, Lee Orloff, David Parker, and David E. Campbell
- 2002: Chicago – Michael Minkler, Dominick Tavella, David Lee, and Maurice Schell
  - Gangs of New York – Tom Fleischman, Ivan Sharrock, Eugene Gearty, and Philip Stockton
  - Harry Potter and the Chamber of Secrets – Randy Thom, Dennis Leonard, John Midgley, Ray Merrin, Graham Daniel, and Rick Kline
  - The Lord of the Rings: The Two Towers – Ethan Van der Ryn, David Farmer, Mike Hopkins, Hammond Peek, Christopher Boyes, Michael Semanick, and Michael Hedges
  - The Pianist – Jean-Marie Blondel, Dean Humphreys, and Gérard Hardy
- 2001: Moulin Rouge! – Andy Nelson, Anna Behlmer, Roger Savage, Guntis Sics, Gareth Vanderhope, and Antony Gray
  - Black Hawk Down – Chris Munro, Per Hallberg, Michael Minkler, Myron Nettinga, and Karen Baker Landers
  - Harry Potter and the Philosopher's Stone – John Midgley, Eddy Joseph, Ray Merrin, Graham Daniel, and Adam Daniel
  - The Lord of the Rings: The Fellowship of the Ring – David Farmer, Hammond Peek, Christopher Boyes, Gethin Creagh, Michael Semanick, Ethan Van der Ryn, and Mike Hopkins
  - Shrek – Andy Nelson, Anna Behlmer, Wylie Stateman, and Lon Bender
- 2000: Almost Famous – Jeff Wexler, Doug Hemphill, Rick Kline, Paul Massey, and Michael D. Wilhoit
  - Billy Elliot – Mark Holding, Mike Prestwood Smith, and Zane Hayward
  - Wo hu cang long (Crouching Tiger, Hidden Dragon) – Drew Kunin, Reilly Steele, Eugene Gearty, and Robert Fernandez
  - Gladiator – Ken Weston, Scott Millan, Bob Beemer, and Per Hallberg
  - The Perfect Storm – Keith A. Wester, John T. Reitz, Gregg Rudloff, David E. Campbell, Wylie Stateman, and Kelly Cabral
- 1999: The Matrix – David Lee, John T. Reitz, Gregg Rudloff, David E. Campbell, and Dane Davis
  - American Beauty – Scott Martin Gershin, Scott Millan, Bob Beemer, and Richard Van Dyke
  - Buena Vista Social Club – Martin Müller and Jerry Boys
  - Star Wars: Episode I – The Phantom Menace – Ben Burtt, Tom Bellfort, John Midgley, Gary Rydstrom, Tom Johnson, and Shawn Murphy
- 1998: Saving Private Ryan – Gary Rydstrom, Ron Judkins, Gary Summers, Andy Nelson, and Richard Hymns
  - Hilary and Jackie – Nigel Heath, Julian Slater, David Crozier, Ray Merrin, and Graham Daniel
  - Little Voice – Peter Lindsay, Rodney Glenn, Ray Merrin, and Graham Daniel
  - Shakespeare in Love – Peter Glossop, John Downer, Robin O'Donoghue, and Dominic Lester
- 1997: L.A. Confidential – Terry Rodman, Roland N. Thai, Kirk Francis, Andy Nelson, Anna Behlmer, and John Leveque
  - The Full Monty – Alistair Crocker, Adrian Rhodes, and Ian Wilson
  - Titanic – Gary Rydstrom, Tom Johnson, Gary Summers, and Mark Ulano
  - Romeo + Juliet – Gareth Vanderhope, Rob Young, and Roger Savage
- 1996: Shine – Jim Greenhorn, Toivo Lember, Livia Ruzic, Roger Savage, and Gareth Vanderhope
  - The English Patient – Mark Berger, Pat Jackson, Walter Murch, Christopher Newman, David Parker, and Ivan Sharrock
  - Evita – Anna Behlmer, Eddy Joseph, Andy Nelson, Ken Weston, and Nigel Wright
  - Independence Day – Bob Beemer, Bill W. Benton, Chris Carpenter, Sandy Gendler, Val Kuklowsky, and Jeff Wexler
- 1995: Braveheart – Per Hallberg, Lon Bender, Brian Simmons, Andy Nelson, Scott Millan, and Anna Behlmer
  - Apollo 13 – David MacMillan, Rick Dior, Scott Millan, and Steve Pederson
  - GoldenEye – Jim Shields, David John, Graham V. Hartstone, John Hayward, and Michael A. Carter
  - The Madness of King George – Christopher Ackland, David Crozier, and Robin O'Donoghue
- 1994: Speed – Stephen Hunter Flick, Gregg Landaker, Steve Maslow, Bob Beemer, and David MacMillan
  - Backbeat – Glenn Freemantle, Chris Munro, and Robin O'Donoghue
  - The Lion King – Terry Porter, Mel Metcalfe, David J. Hudson, and Doc Kane
  - Pulp Fiction – Stephen Hunter Flick, Ken King, Rick Ash, and Dean A. Zupancic
- 1993: The Fugitive – John Leveque, Bruce Stambler, Becky Sullivan, Scott D. Smith, Donald O. Mitchell, Michael Herbick, and Frank A. Montaño
  - Jurassic Park – Richard Hymns, Ron Judkins, Gary Summers, Gary Rydstrom, and Shawn Murphy
  - The Piano – Lee Smith, Tony Johnson, and Gethin Creagh
  - Schindler's List – Charles L. Campbell, Louis Edemann, Robert Jackson, Ron Judkins, Andy Nelson, Steve Pederson, and Scott Millan
- 1992: JFK – Tod A. Maitland, Wylie Stateman, Michael D. Wilhoit, Michael Minkler, and Gregg Landaker
  - The Last of the Mohicans – Simon Kaye, Lon Bender, Larry Kemp, Paul Massey, Doug Hemphill, Mark Smith, and Chris Jenkins
  - Strictly Ballroom – Antony Gray, Ben Osmo, Roger Savage, Ian McLoughlin, and Phil Judd
  - Unforgiven – Alan Robert Murray, Walter Newman, Rob Young, Les Fresholtz, Vern Poore, and Dick Alexander
- 1991: Terminator 2: Judgment Day – Lee Orloff, Tom Johnson, Gary Rydstrom, and Gary Summers
  - The Commitments – Clive Winter, Eddy Joseph, Andy Nelson, Tom Perry, and Steve Pederson
  - Dances with Wolves – Jeffrey Perkins, Bill W. Benton, Gregory H. Watkins, and Russell Williams II
  - The Silence of the Lambs – Skip Lievsay, Christopher Newman, and Tom Fleischman
- 1990: The Fabulous Baker Boys – J. Paul Huntsman, Stephan von Hase, Chris Jenkins, Gary Alexander, and Doug Hemphill
  - Dick Tracy – Dennis Drummond, Thomas Causey, Chris Jenkins, David E. Campbell, and Doug Hemphill
  - The Hunt for Red October – Cecilia Häll, George Watters II, Richard Bryce Goodman, and Don Bassman
  - Wild at Heart – Randy Thom, Richard Hymns, Jon Huck, and David Parker
- 1989: Mississippi Burning – Bill Phillips, Danny Michael, Robert J. Litt, Elliot Tyson, and Rick Kline
  - Batman – Don Sharpe, Tony Dawe, and Bill Rowe
  - Henry V – Campbell Askew, David Crozier, and Robin O'Donoghue
  - Indiana Jones and the Last Crusade – Richard Hymns, Tony Dawe, Ben Burtt, Gary Summers, and Shawn Murphy
- 1988: Empire of the Sun – Charles L. Campbell, Louis Edemann, Robert Knudson, and Tony Dawe
  - Bird – Alan Robert Murray, Robert G. Henderson, Willie D. Burton, and Les Fresholtz
  - Good Morning, Vietnam – Bill Phillips, Clive Winter, and Terry Porter
  - The Last Emperor – Ivan Sharrock, Bill Rowe, and Les Wiggins
- 1987: Cry Freedom – Jonathan Bates, Simon Kaye, and Gerry Humphreys
  - Full Metal Jacket – Nigel Galt, Edward Tis, and Andy Nelson
  - Hope and Glory – Ron Davis, Peter Handford, and John Hayward
  - Radio Days – Robert Hein, James Sabat, and Lee Dichter
- 1986: Out of Africa – Tom McCarthy Jr., Peter Handford, and Chris Jenkins
  - Aliens – Don Sharpe, Roy Charman, and Graham V. Hartstone
  - The Mission – Ian Fuller, Bill Rowe, and Clive Winter
  - A Room with a View – Tony Lenny, Ray Beckett, and Richard King
- 1985: Amadeus – John Nutt, Christopher Newman, and Mark Berger
  - Carmen – Hugues Darmois, Harald Maury, Dominique Hennequin, and Bernard Leroux
  - A Chorus Line – Jonathan Bates, Christopher Newman, and Gerry Humphreys
  - The Cotton Club – Edward Beyer, Jack C. Jacobsen, and David Carroll
- 1984: The Killing Fields – Ian Fuller, Clive Winter, and Bill Rowe
  - Carmen – Carlos Faruelo, Alfonso Marcos, and Antonio Illán
  - Greystoke: The Legend of Tarzan, Lord of the Apes – Ivan Sharrock, Gordon McCallum, Les Wiggins, and Roy Baker
  - Indiana Jones and the Temple of Doom – Ben Burtt, Simon Kaye, and Laurel Ladevich
- 1983: WarGames – Willie D. Burton, Michael J. Kohut, and William Manger
  - Flashdance – James Webb, Robert Knudson, Robert Glass, and Don Digirolamo
  - La traviata – Cesare D'Amico, Jean-Louis Ducarme, Claude Villand, and Federico Savina
  - Return of the Jedi – Ben Burtt, Tony Dawe, and Gary Summers
- 1982: Pink Floyd – The Wall – James Guthrie, Eddy Joseph, Clive Winter, Graham V. Hartstone, and Nicolas Le Messurier
  - Blade Runner – Peter Pennell, Bud Alper, Graham V. Hartstone, and Gerry Humphreys
  - E.T. the Extra-Terrestrial – Charles L. Campbell, Gene Cantamessa, Robert Knudson, Robert Glass, and Don Digirolamo
  - Gandhi – Jonathan Bates, Simon Kaye, Gerry Humphreys, and Robin O'Donoghue
- 1981: The French Lieutenant's Woman – Don Sharpe, Ivan Sharrock, and Bill Rowe
  - Chariots of Fire – Clive Winter, Bill Rowe, and Jim Shields
  - Coal Miner's Daughter – Gordon Ecker, James R. Alexander, Richard Portman, and Roger Heman Jr
  - Raiders of the Lost Ark – Roy Charman, Ben Burtt, and Bill Varney
- 1980: Fame – Christopher Newman, Les Wiggins, and Michael J. Kohut
  - All That Jazz – Maurice Schell, Christopher Newman, and Dick Vorisek
  - Don Giovanni – Jean-Louis Ducarme, Jacques Maumont, and Michelle Nenny
  - The Empire Strikes Back – Peter Sutton, Ben Burtt, and Bill Varney
  - The Rose – James Webb, Chris McLaughlin, Kay Rose, and Theodore Soderberg
- 1979: Alien – Derrick Leather, Jim Shields, and Bill Rowe
  - Apocalypse Now – Nat Boxer, Richard P. Cirincione, and Walter Murch
  - The Deer Hunter – Darin Knight, James J. Klinger, and Richard Portman
  - Manhattan – James Sabat, Dan Sable, and Jack Higgins
- 1978: Star Wars – Sam Shaw, Robert Rutledge, Gordon Davidson, Gene Corso, Derek Ball, Don MacDougall, Bob Minkler, Ray West, Michael Minkler, Les Fresholtz, Richard Portman, and Ben Burtt
  - Close Encounters of the Third Kind – Gene Cantamessa, Robert Knudson, Don MacDougall, Robert Glass, Stephen Katz, Frank Warner, and Richard Oswald
  - Saturday Night Fever – Michael Colgan, Les Lazarowitz, John Wilkinson, Robert W. Glass Jr., and John T. Reitz
  - Superman – Chris Greenham, Gordon McCallum, Peter Pennell, Mike Hopkins, Pat Foster, Stan Fiferman, John Foster, Roy Charman, Norman Bolland, Brian Marshall, Charles Schmitz, Richard Raguse, and Chris Large
- 1977: A Bridge Too Far – Peter Horrocks, Gerry Humphreys, Simon Kaye, Robin O'Donoghue, and Les Wiggins
  - Network – Jack Fitzstephens, Marc Laub, Sanford Rackow, James Sabat, and Dick Vorisek
  - New York, New York – Kay Rose, Michael Colgan, James Fritch, Larry Jost, and Richard Portman
  - A Star Is Born – Robert Glass, Robert Knudson, Marvin I. Kosberg, Tom Overton, Josef von Stroheim, and Dan Wallin
- 1976: Bugsy Malone – Les Wiggins, Clive Winter, and Ken Barker
  - All the President's Men – Milton Burrow, James Webb, Les Fresholtz, Arthur Piantadosi, and Dick Alexander
  - One Flew Over the Cuckoo's Nest – Mary McGlone, Robert Rutledge, Veronica Selver, Larry Jost, and Mark Berger
  - Picnic at Hanging Rock – Greg Bell and Don Connolly
- 1975: Nashville – William A. Sawyer, James Webb, Chris McLaughlin, and Richard Portman
  - Dog Day Afternoon – Jack Fitzstephens, Richard P. Cirincione, Sanford Rackow, Stephen A. Rotter, James Sabat, and Dick Vorisek
  - Jaws – John Carter and Robert Hoyt
  - Rollerball – Les Wiggins, Archie Ludski, Derek Ball, and Gordon McCallum
- 1974: The Conversation – Art Rochester, Nat Boxer, Michael Evje, and Walter Murch
  - Earthquake – Melvin Metcalfe Sr. and Ronald Pierce
  - The Exorcist – Christopher Newman, Jean-Louis Ducarme, Robert Knudson, Frederick Brown, Bob Fine, Ross Taylor, Ron Nagle, Doc Siegel, Gonzalo Gavira, and Hal Landaker
  - Gold – Alan Soames, Rydal Love, Michael Crouch, John W. Mitchell, and Gordon McCallum
- 1973: Jesus Christ Superstar – Les Wiggins, Gordon McCallum, and Keith Grant
  - The Day of the Jackal – Nicholas Stevenson and Bob Allen
  - The Discreet Charm of the Bourgeoisie – Guy Villette and Luis Buñuel
  - Don't Look Now – Rodney Holland, Peter Davies, and Bob Jones
- 1972: Cabaret – David Hildyard, Robert Knudson, and Arthur Piantadosi
  - A Clockwork Orange – Brian Blamey, John Jordan, and Bill Rowe
  - Deliverance – Jim Atkinson, Walter Goss, and Doug E. Turner
  - The French Connection – Christopher Newman and Theodore Soderberg
- 1971: Death in Venice – Vittorio Trentino and Giuseppe Muratori
  - Fiddler on the Roof – Les Wiggins, David Hildyard, and Gordon McCallum
  - The Go-Between – Garth Craven, Peter Handford, and Hugh Strain
  - Sunday Bloody Sunday – David Campling, Simon Kaye, and Gerry Humphreys
- 1970: Butch Cassidy and the Sundance Kid – Don Hall, David Dockendorf, and William Edmondson
  - MASH – Don Hall, David Dockendorf, and Bernard Freericks
  - Patton – Don Hall, Douglas Williams, and Don Bassman
  - Ryan's Daughter – Winston Ryder and Gordon McCallum
- 1969: Oh! What a Lovely War – Don Challis and Simon Kaye
  - Battle of Britain – Teddy Mason and Jim Shields
  - Bullitt – Ed Scheid
  - Isadora – Terry Rawlings
  - Women in Love – Terry Rawlings
- 1968: 2001: A Space Odyssey – Winston Ryder
  - The Charge of the Light Brigade – Simon Kaye
  - Ostře sledované vlaky (Closely Watched Trains) – Jirí Pavlik
  - The Lion in Winter – Chris Greenham
  - Oliver! – John Cox and Bob Jones